# Bathynellidae
Bathynellidae é uma família de crustáceos pertencentes à ordem Bathynellacea.

## Géneros
Géneros (lista incompleta):
- Agnathobathynella Schminke, 1980
- Antrobathynella Serban, 1966
- Austrobathynella Delmare Deboutteville & Serban, 1973